# Municipio de Omega (Illinois)
El municipio de Omega (en inglés: Omega Township) es un municipio ubicado en el condado de Marion en el estado estadounidense de Illinois. En el año 2010 tenía una población de 501 habitantes y una densidad poblacional de 5,32 personas por km².

## Geografía
El municipio de Omega se encuentra ubicado en las coordenadas 38°41′43″N 88°45′0″O / 38.69528, -88.75000. Según la Oficina del Censo de los Estados Unidos, el municipio tiene una superficie total de 94.09 km², de la cual 91,92 km² corresponden a tierra firme y (2,31 %) 2,17 km² es agua.

## Demografía
Según el censo de 2010, había 501 personas residiendo en el municipio de Omega. La densidad de población era de 5,32 hab./km². De los 501 habitantes, el municipio de Omega estaba compuesto por el 98,8 % blancos, el 0,4 % eran amerindios, el 0,2 % eran asiáticos y el 0,6 % eran de una mezcla de razas. Del total de la población el 0,4 % eran hispanos o latinos de cualquier raza.